# Гірськолижний спорт на зимових Азійських іграх 2003
Змагання з гірськолижного спорту на зимових Азійських Іграх 2003 проводилися на гірськолижному курорті Овані Онсен у Овані (Японія) з 2 по 7 лютого. Було проведено 4 змагання — 2 для жінок та 2 для чоловіків. 

## Медалісти
Чоловіки
| Дисципліна         | Золото                 | Срібло               | Бронза               |
| ------------------ | ---------------------- | -------------------- | -------------------- |
| Слалом             | Кімінобу Кімура Японія | Нікі Фюрштауер Ліван | Тетсуя Отсакі Японія |
| Гігантський слалом | Нікі Фюрштауер Ліван   | Тетсуя Отсакі Японія | Масамі Кудо Японія   |

Жінки
| Дисципліна         | Золото               | Срібло              | Бронза                 |
| ------------------ | -------------------- | ------------------- | ---------------------- |
| Слалом             | Хіка Такеда Японія   | Хіромі Юмото Японія | О Яе Ун Південна Корея |
| Гігантський слалом | Реіна Умехара Японія | Хіромі Юмото Японія | Норіко Фукушіма Японія |

## Таблиця медалей
| Місце | Країна         | Золото | Срібло | Бронза | Загалом |
| ----- | -------------- | ------ | ------ | ------ | ------- |
| 1     | Японія         | 3      | 3      | 3      | 9       |
| 2     | Ліван          | 1      | 1      | 0      | 2       |
| 3     | Південна Корея | 0      | 0      | 1      | 1       |
| Разом | Разом          | 4      | 4      | 4      | 12      |

## Результати

### Чоловіки

#### Слалом
| Місце | Атлет                  | Час     |
| ----- | ---------------------- | ------- |
| 1     | Кімінобу Кімура Японія | 1:43.75 |
| 2     | Нікі Фюрштауер Ліван   | 1:43.79 |
| 3     | Тетсуя Отсакі Японія   | 1:45.52 |

#### Гігантський слалом
| Місце | Атлет                | Час     |
| ----- | -------------------- | ------- |
| 1     | Нікі Фюрштауер Ліван | 2:08.19 |
| 2     | Тетсуя Отсакі Японія | 2:08.96 |
| 3     | Масамі Кудо Японія   | 2:08.98 |

### Жінки

#### Слалом
| Місце | Атлет                  | Час     |
| ----- | ---------------------- | ------- |
| 1     | Хіка Такеда Японія     | 1:39.11 |
| 2     | Хіромі Юмото Японія    | 1:39.99 |
| 3     | О Яе Ун Південна Корея | 1:40.88 |

#### Гігантський слалом
| Місце | Атлет                  | Час     |
| ----- | ---------------------- | ------- |
| 1     | Реіна Умехара Японія   | 1:53.17 |
| 2     | Хіромі Юмото Японія    | 1:55.33 |
| 3     | Норіко Фукушіма Японія | 1:55.42 |

## Країни-учасники
У змаганні брало участь 13 країн .
| Країна             |
| ------------------ |
| Китай (8)          |
| Індія (3)          |
| Японія (9)         |
| Іран (4)           |
| Киргизстан (5)     |
| Ліван (6)          |
| Монголія (1)       |
| Непал (2)          |
| Пакистан (6)       |
| Палестина (1)      |
| Таджикистан (3)    |
| Південна Корея (8) |
| Узбекистан (1)     |